# Lauderdale Lakes
Lauderdale Lakes es una ciudad ubicada en el condado de Broward en el estado estadounidense de Florida. En el Censo de 2010 tenía una población de 32.593 habitantes y una densidad poblacional de 3.377,41 personas por km².

## Geografía
Lauderdale Lakes se encuentra ubicada en las coordenadas 26°10′1″N 80°12′2″O / 26.16694, -80.20056. Según la Oficina del Censo de los Estados Unidos, Lauderdale Lakes tiene una superficie total de 9.65 km², de la cual 9.54 km² corresponden a tierra firme y (1.18%) 0.11 km² es agua.

## Demografía
Según el censo de 2010, había 32.593 personas residiendo en Lauderdale Lakes. La densidad de población era de 3.377,41 hab./km². De los 32.593 habitantes, Lauderdale Lakes estaba compuesto por el 14.18% blancos, el 80.62% eran afroamericanos, el 0.23% eran amerindios, el 1.22% eran asiáticos, el 0.02% eran isleños del Pacífico, el 1.21% eran de otras razas y el 2.5% pertenecían a dos o más razas. Del total de la población el 5.41% eran hispanos o latinos de cualquier raza.